# Besalú
Besalú er en lille by i Garrotxa, Catalonien i Nordøstspanien. Byen, der har 2.583(2024) indbyggere, har i nutiden ikke nær den betydning, den havde i Middelalderen, hvor den var hovedby i grevskabet Besalú, der havde en udstrækning, der nogenlunde svarer til nutidens Garrotxa.
Byen blev udset til historisk national ejendom i 1966. Dens mest iøjnefaldende træk er den romanske bro over floden Fluvià med en port midtpå. Sant Pere-kirken blev indviet i 1003. Byen er også karakteriseret ved en række overdækkede gader og torve samt en restaureret mikvé, et rituelt jødisk bad fra det 11. eller 12. århundrede, lige som der findes rester efter en middelalderlig synagoge i det nedre af byen nær ved floden.